# Vergeroux
Vergeroux là một xã trong tỉnh Charente-Maritime trong vùng Nouvelle-Aquitaine, tây nam nước Pháp. Xã Vergeroux nằm ở khu vực có độ cao từ 0-18 mét trên mực nước biển.